# Muhammet Demir (piłkarz)
Muhammet Demir (ur. 10 stycznia 1992 w Araklı) – turecki piłkarz grający na pozycji napastnika. Od 2017 jest zawodnikiem Sivassporu.

## Kariera klubowa
Swoją karierę piłkarską Demir rozpoczął w 2002 roku w klubie Ereğli Belediyespor. W 2004 roku podjął treningi w juniorach Bursasporu. W 2008 roku awansował do pierwszego zespołu Bursasporu. 24 maja 2009 zadebiutował w nim w Süper Lig w zremisowanym 2:2 domowym meczu z Gaziantepsporem. W sezonie 2009/2010 wywalczył z Bursasporem tytuł mistrza Turcji. W Bursasporze grał do stycznia 2011. Rozegrał w nim łącznie dwa ligowe mecze.
W styczniu 2011 roku Demir przeszedł do Gaziantepsporu. W Gaziantepsporze swój debiut ligowy zanotował 26 lutego 2011 w wygranym 2:1 domowym meczu z Eskişehirsporem. 23 października 2011 w wygranym 3:0 domowym spotkaniu z Gençlerbirliği SK strzelił swoje dwa premierowe gole w tureckiej lidze.
Na początku 2016 roku przeszedł do Trabzonsporu. W 2017 był z niego wypożyczony do Gaziantepsporu. Następnie przeszedł do Sivassporu.
| Sezon   | Klub          | Kraj   | Rozgrywki | Mecze | Gole |
| ------- | ------------- | ------ | --------- | ----- | ---- |
| 2008/09 | Bursaspor     | Turcja | Süper Lig | 1     | 0    |
| 2009/10 | Bursaspor     | Turcja | Süper Lig | 1     | 0    |
| 2010/11 | Bursaspor     | Turcja | Süper Lig | 0     | 0    |
| 2010/11 | Gaziantepspor | Turcja | Süper Lig | 2     | 0    |
| 2011/12 | Gaziantepspor | Turcja | Süper Lig | 28    | 11   |
| 2012/13 | Gaziantepspor | Turcja | Süper Lig | 10    | 1    |
| 2013/14 | Gaziantepspor | Turcja | Süper Lig | 14    | 2    |
| 2014/15 | Gaziantepspor | Turcja | Süper Lig | 29    | 10   |
| 2015/16 | Gaziantepspor | Turcja | Süper Lig | 18    | 7    |
| 2015/16 | Trabzonspor   | Turcja | Süper Lig | 12    | 4    |
| 2016/17 | Trabzonspor   | Turcja | Süper Lig | 9     | 0    |
| 2016/17 | Gaziantepspor | Turcja | Süper Lig | 7     | 1    |
| 2017/18 | Sivasspor     | Turcja | Süper Lig | 16    | 1    |

## Kariera reprezentacyjna
Demir grał w młodzieżowych reprezentacjach Turcji na wszystkich szczeblach wiekowych. W 2008 roku wystąpił na Mistrzostwach Europy U-17, podobnie jak w 2009 roku. W 2009 roku zagrał również na Mistrzostwach Świata. 10 października 2014 zadebiutował w dorosłej reprezentacji Turcji w przegranym 1:2 meczu eliminacji do Euro 2016 z Czechami, rozegranym w Stambule, gdy w 66. minucie zmienił Olcaya Şahana.